# Edmund Roszak
Edmund Roszak (ur. 5 października 1900 w Poznaniu, zm. 13 lipca 1943 koło Świsłoczy) – polski duchowny katolicki, Sługa Boży Kościoła katolickiego, jezuita, profesor w Wyższym Seminarium Diecezjalnym im. św. Tomasza z Akwinu w Pińsku.

## Życiorys
Był synem Jana (pracownika poczty) i Julii z Matuszewskich. W 1919 rozpoczął studia przyrodnicze na Wydziale Filozoficznym Uniwersytetu Poznańskiego, wkrótce jednak zdecydował się na życie zakonne. Wstąpił do zakonu jezuitów 18 kwietnia 1921 i odbył nowicjat w Starej Wsi koło Brzozowa. W kolejnych latach uzupełniał studia w dziedzinie filozofii (kolegium w Nowym Sączu, 1923-1926), filologii germańskiej i romańskiej (Uniwersytet Wileński, 1926-1930), teologii (kolegium "Bobolanum" w Lublinie, uzyskał licencjat świętej teologii). W gimnazjum jezuickim w Wilnie uczył języków niemieckiego i francuskiego. 23 kwietnia 1935 przyjął w Lublinie święcenia kapłańskie; zwłoka w otrzymaniu święceń wynikała z wieloletniej choroby oczu. Po rocznym pobycie we Francji (w ramach trzeciej probacji zakonnej) został skierowany do pracy do Pińska (1937); uczył niemieckiego i francuskiego w prywatnym liceum jezuickim oraz był profesorem teologii dogmatycznej w Wyższym Seminarium Diecezjalnym im. św. Tomasza z Akwinu.
Po wybuchu wojny był przez pewien czas więziony (1940); po uwolnieniu przebywał w Wilnie, a w 1941 został administratorem parafii Przemienienia Pańskiego w Jałówce (powiat Wołkowysk). Cieszył się dużą życzliwością parafian, korzystając ze znajomości języka niemieckiego wielokrotnie skutecznie interweniował u władz. W lipcu 1943 padł ofiarą akcji eksterminacji polskiej inteligencji w Białostockiem; nie skorzystał z ostrzeżenia o grożącym aresztowaniu, wraz z sześcioma innymi osobami został rozstrzelany 13 lipca 1943 w lesie Wiszownik koło Świsłoczy. Pochowany początkowo na miejscu egzekucji, w 1945 zwłoki przeniesiono na cmentarz w Świsłoczy; jest upamiętniony specjalną tablicą wmurowaną w kościele Przemienienia Pańskiego w Jałówce.
Starszy brat Edmunda Stanisław był lekarzem pediatrą, wieloletnim dyrektorem Wojewódzkiego Szpitala Specjalistycznego dla Dzieci w Katowicach.
Jest jednym z 122 Sług Bożych, wobec których 17 września 2003 rozpoczął się proces beatyfikacyjny drugiej grupy męczenników z okresu II wojny światowej.